# Стюарт Руза
Стюарт Алън Руза (на английски: Stuart Allen Roosa) e бивш американски астронавт, и полковник от USAF.

## Биография
Руза е роден на 16 август 1933 г. в Дуранго, Колорадо.
Получава бакалавърска степен аерокосмическо инженерство от Университета в Боулдър, Колорадо. 

## Служба в НАСА
Избран е за астронавт от НАСА през април 1966, Астронавтска група №5.

### Космически полет
Руза е летял в космоса като член на екипажа на само една мисия:
| Космически полет на Стюарт Алън Рзса                              | Космически полет на Стюарт Алън Рзса | Космически полет на Стюарт Алън Рзса | Космически полет на Стюарт Алън Рзса | Космически полет на Стюарт Алън Рзса | Космически полет на Стюарт Алън Рзса | Космически полет на Стюарт Алън Рзса |
| №                                                                 | Дата                                 | КК                                   | Емблема на мисията                   | Функции                              | Продължителност                      |                                      |
| ----------------------------------------------------------------- | ------------------------------------ | ------------------------------------ | ------------------------------------ | ------------------------------------ | ------------------------------------ | ------------------------------------ |
| 1                                                                 | 31 януари 1971                       | „Аполо 14“                           |                                      | Пилот на командния модул             | 9 денонощия 00 часа 01 мин. 58 сек.  |                                      |
| Сумарно време в космоса – 9 денонощия 00 часа 01 минута и 58 сек. |                                      |                                      |                                      |                                      |                                      |                                      |

По време на тази мисия се осъществява третото кацане на астронавти на Луната. Шепърд и Митчъл прекарват на Луната 33 часа и 30 минути (от 5 до 6 февруари 1971). На Земята са доставени около 42 кг лунни образци. През това време пилотът на командния модул Kitty Hawk Руза е в орбита около Луната прави астрономически измервания и снимки на предполагаемите места за кацане на Аполо 16. След полета на Аполо 14, Руза е назначен за пилот на командния модул в дублиращите екипажи на Аполо 16 и Аполо 17, и командир на основния екипаж на отменената мисия Аполо 20. Той е включен в програмата за космическата совалка до пенсионирането си като полковник от ВВС през 1976 г.

## След НАСА
След като напуска НАСА и USAF, той заема различни позиции в международни и американски фирми, и става собственик и президент на Gulf Coast Coors през 1981 г. Няколко години по-късно за главен изпълнителен директор на същата фирма е назначена дъщеря му Розмари.

## Отличия и награди
- медал на НАСА „За отлична служба“;
- медал на Космическия център „Л. Джонсън“ „За високи постижения“ (1970);
- медал на командването на Военновъздушните сили;
- медал на ВВС За доблестна служба";
- награда на Arnold Air Society's (1971);
- Златен медал на град Ню Йорк (1971);
- награда „За полет“ на Американското астронавтическо дружество (1971);
- Орденът на Tehad (1973);
- Орденът на Централно африканската империя (1973)
- Едно начално училище в Claremore, Оклахома е наречено на негово име;
- Почетен доктор в Университета „Св. Томас“, Хюстън през 1971 г.

## Смърт
Стюарт Руза умира на 12 декември 1994 г. в Вашингтон вследствие на усложненията от панкреатит, на възраст от 61 години. Той е погребан в раздел 7а от Националното гробище Арлингтън, заедно със съпругата си.